# Шинник (хоккейный клуб, Бобруйск)
«Шинник» Бобруйск — бывший профессиональный хоккейный клуб из города Бобруйск, Белоруссия.
Государственное предприятие «Хоккейный клуб «Шинник-Бобруйск» было зарегистрировано решением Могилевского облисполкома 10 июля 2008 года. Руководством города совместно с федерацией хоккея Беларуси было принято решение в сезоне 2008/2009 создать клуб с привлечением в его состав членов молодёжной сборной на условиях аренды с тем, чтобы они набирались опыта в национальном чемпионате и достойно выступили на предстоящем Чемпионате мира в декабре 2008 года. В дебютном сезоне клуб занял 10-е место из 14-ти.
Второй сезон оказался для клуба менее удачным. Одной из главных причин этого стала кадровая революция, стартовавшая в январе 2009 года и завершившаяся в межсезонье. Команду покинули все игроки, находившиеся в статусе арендованных (а это более чем 9/10 состава). В итоге, по итогам регулярного чемпионата 2009/2010 «Шинник» занял 13-е, предпоследнее, место в турнирной таблице. В следующем сезоне, став 12-м, он её замкнул. В 2010 году как фарм-клуб «Шинника» и минского «Динамо» была создана молодёжная команда «Динамо-Шинник». Спустя год «Шинник» прекратил выступления, в сезоне 2011/2012 решением руководства ХК «Динамо-Минск» в Молодёжной хоккейной лиге выступил именно «Динамо-Шинник».
Ранее, с 1976 по 1991 год существовала команда «Шинник» (девятикратный чемпион БССР), созданная на базе команды «Строитель» Бобруйск.